# Risiulfo
Risiulfo (em latim: Risiulfus; em grego: Ρισιουλφος; romaniz.: Risioulphos) foi um nobre lombardo do século VI. Era pai de Ildigisal e um outro filho de nome desconhecido e um primo ou sobrinho do rei Vacão (r. 510–539). É possível que fosse filho ou neto de Tatão. Pelo costume lombardo, ele deveria suceder Vacão como rei lombardo, mas foi banido sob acusações falsas. Ele fugiu para o territórios dos varnos, onde foi assassinado por eles através de suborno de Vacão.